# 伍尚
伍尚（約前550年—前522年），中国春秋時期楚国官员，伍奢的儿子，伍子胥的兄长，官至棠邑大夫。
前522年，费无忌向楚景平王陷害太子建與太子太傅伍奢。楚景平王囚禁伍奢，又召伍尚、伍子胥兄弟到郢都，要把父子三人都殺死，並欺騙伍尚與伍子胥说：“只要你們兩個人回到郢都，我就赦免你们的父親。”伍子胥勸兄長不要去，因為父親必死無疑，一定要留下性命為父親報仇，不要送死。
伍尚说：“你出奔好了，我要去郢都送死。我的才智比不上你，我負責为父亲而死，你負責为父亲報仇。听到赦免父亲的命令，不能不赶去；亲人被杀，不能没有人报仇。我為了救父而赴死，是孝道；你估計會成功而行動，是仁德；你选择重任而前往，是明智；我明知必死而不避，是勇敢。父亲不可以抛弃，名誉不可以毁棄，你努力去做罷！这样比两个人一起死掉好多了。”
伍尚抵達郢都後，父亲伍奢知道伍子胥没有来，说：“楚王和大夫恐怕要宵衣旰食，好好加班了！”然後伍尚與父親同時被殺。